# Championnat du monde de baseball jeune
Le Championnat du monde de baseball jeune est une compétition internationale sous l'égide de la Fédération internationale de baseball (IBAF). Cette épreuve créée en 1989 se joue tous les deux ans depuis 2001.
Le Championnat du monde de baseball jeune 2011 se déroule du 19 au 28 août au Mexique. Les États-Unis tenteront de défendre leur titre acquis en 2009 à Taïwan.

## Histoire
Cette compétition est créée en 1989. La première édition se déroule au Japon qui remporte le titre à domicile. La compétition est annuelle jusqu'en 1998 (pas d'édition en 1992) et prend sa périodicité actuelle de deux ans à partir de 2001.
Les États-Unis et Cuba sont les plus titrés dans la compétition avec 4 victoires chacun.

## La compétition
Ces dernières saisons, la compétition se tient en deux phases: une phase de poules et une phase finale.

## Palmarès
| Année        | Lieu       |                                                  | Or                                               | Argent                                           | Bronze |
| ------------ | ---------- | ------------------------------------------------ | ------------------------------------------------ | ------------------------------------------------ | ------ |
| 1989 Détails | Japon      | Japon                                            | Taïwan                                           | Chine                                            |        |
| 1990 Détails | Mexique    | Japon                                            | Brésil                                           | Cuba                                             |        |
| 1991 Détails | Australie  | Taïwan                                           | Japon                                            | Brésil                                           |        |
| 1993 Détails | Brésil     | Brésil                                           | Taïwan                                           | Corée du Sud                                     |        |
| 1994 Détails | Mexique    | Cuba                                             | Rép. dominicaine                                 | Brésil                                           |        |
| 1995 Détails | Japon      | Cuba                                             | Brésil                                           | États-Unis                                       |        |
| 1996 Détails | Japon      | Corée du Sud                                     | Cuba                                             | Taïwan                                           |        |
| 1997 Détails | Taïwan     | Cuba                                             | Taïwan                                           | Australie                                        |        |
| 1998 Détails | États-Unis | États-Unis                                       | Taïwan                                           | Venezuela                                        |        |
| 2001 Détails | Mexique    | États-Unis                                       | Venezuela                                        | Australie                                        |        |
| 2003 Détails | Taïwan     | États-Unis                                       | Taïwan                                           | Cuba                                             |        |
| 2005 Détails | Mexique    | Cuba                                             | États-Unis                                       | Australie                                        |        |
| 2007         | Venezuela  | La fédération internationale annule l'événement. | La fédération internationale annule l'événement. | La fédération internationale annule l'événement. |        |
| 2009 Détails | Taïwan     | États-Unis                                       | Cuba                                             | Australie                                        |        |
| 2011 Détails | Mexique    |                                                  |                                                  |                                                  |        |

## Bilan par nation
| Rang | Pays             | Or | Argent | Bronze | Total |
| ---- | ---------------- | -- | ------ | ------ | ----- |
| 1    | Cuba             | 4  | 2      | 2      | 8     |
| 2    | États-Unis       | 4  | 1      | 1      | 6     |
| 3    | Japon            | 2  | 1      | 0      | 3     |
| 4    | Taïwan           | 1  | 5      | 1      | 7     |
| 5    | Brésil           | 1  | 2      | 2      | 5     |
| 6    | Corée du Sud     | 1  | 0      | 1      | 2     |
| 7    | Venezuela        | 0  | 1      | 1      | 2     |
| 8    | Rép. dominicaine | 0  | 1      | 0      | 1     |
| 9    | Australie        | 0  | 0      | 3      | 3     |
| 10   | Chine            | 0  | 0      | 1      | 1     |
| 10   | Mexique          | 0  | 0      | 1      | 1     |